# Absturz einer F-4 Phantom der US Air Force zwischen Wittmund und Aurich
Am 15. September 1975 stürzte eine F-4E Phantom II der Alarmrotte der 32. Tactical Fighter Squadron der US-Luftwaffe (69-0266) rund vier Kilometer westsüdwestlich des Militärflugplatzes Wittmundhafen ab. Das Flugzeug wurde zerstört, die Besatzung rettete sich mit dem Schleudersitz.

## Vorgeschichte
Zur Zeit des Kalten Krieges war eine Alarmrotte der 32. Tactical Fighter Squadron der US Air Force auf dem niederländischen Militärflugplatz Soesterberg stationiert. Diese als „Zulu Alert Force“ bezeichneten Flugzeuge waren ständig einsatzbereit und hatten den Auftrag, die Lufthoheit in der Air Policing Area 1, also dem Luftraum über Belgien, den Niederlanden und dem nördlichen Teil Norddeutschlands sicherzustellen. Da der Flugplatz Soesterberg wegen Baumaßnahmen an der Startbahn nicht nutzbar war, verlegte die Alarmrotte am 22. Juli 1975 auf den norddeutschen Fliegerhorst Wittmundhafen. Sie sollte am Morgen des 15. September 1975 zum Heimatflugplatz rückverlegt werden. Vorgesehen war der Rückflug aus einem Übungsalarmstart der beiden mit je vier Luft-Luft-Raketen AIM-7 Sparrow und vier Luft-Luft-Raketen AIM-9 Sidewinder sowie mit Einsatzmunition beladener Bordkanone bewaffneten Alarmrottenflugzeuge. Das dritte Flugzeug, welches das amerikanische Kommando als Reserve nach Wittmund mitgeführt hatte, sollte kurze Zeit später mit einem Routineflug folgen.
Um sich vom gastgebenden Jagdgeschwader 71 „Richthofen“ zu verabschieden, planten die amerikanischen Besatzungen einen Überflug des Fliegerhorstes Wittmundhafen mit den drei Flugzeugen mit abgesenkten Fanghaken in einer Close-Trail-Formation. Bei dieser Formation fliegen die Flugzeuge leicht nach unten versetzt dicht hintereinander.

## Unfallhergang
Die drei amerikanischen Phantoms starteten kurz nacheinander und trafen sich über der Nordsee, um zunächst die geplante Formation zu üben. Fünfzehn Minuten nach dem Start flogen die drei Flugzeuge Wittmundhafen an. Dabei nahmen sie zunächst eine Echelon-Formation ein, d. h. sie flogen leicht nach hinten versetzt nebeneinander: Dabei hatten sie bereits ihre Fanghaken abgesenkt. Nach der Freigabe für einen Überflug in niedriger Höhe nahmen sie in der Kurve zum Endanflug die Close-Trail-Formation ein. Die Formation sank für den Überflug auf 300 Fuß Flughöhe über Grund mit einer Geschwindigkeit von 350 Knoten.
In etwa über dem Startbahnkopf begannen bei den Flugzeugen Nummer 2 und Nummer 3 oszillierende Bewegungen um die Querachse. Der Pilot der Nummer 3 sah sich nicht mehr in der Lage, eine stabile Position in der Formation zu halten, und zog das Flugzeug nach links oben weg auf einen sicheren Abstand in 2000 Fuß Höhe über Grund.
Die sich aufschaukelnden Bewegungen der Nummer 2 führten dazu, dass dieses Flugzeug vier Mal die Turbulenzen des Abgasstrahls (englisch jet wash) des Führungsflugzeuges durchflog und dabei jeweils harten Schlägen ausgesetzt war. Der Pilot zwei brach nach links unten aus der Formation aus und stieg dann auf eine Flughöhe von 1000 Fuß über Grund. Dort bemerkte er, dass sich keines der beiden Triebwerke mehr regeln ließ. Die Turbulenzen des Führungsflugzeuges hatten Strömungsabrisse in den Verdichtern beider Triebwerke verursacht.
Da Wiederanlassversuche keinen Erfolg zeigten, lenkte der Pilot das Alarmrottenflugzeug unter stetigem Verlust von Flughöhe in Richtung unbewohnten Gebietes. Die Besatzung verließ das Flugzeug kontrolliert kurz vor dem Aufschlag. Der Waffensystemoffizier initiierte den Rettungsausstieg in 180 Fuß über Grund, der Sitz des Piloten folgte rund zwei Sekunden später in 100 Fuß Höhe.
Das Führungsflugzeug der Alarmrotte und die Nummer 3 (das Ersatzflugzeug) kreisten zunächst über der Unfallstelle und flogen dann weiter zum Heimatplatz Soesterberg. Der Kontrollturm in Wittmundhafen hatte sofort einen Flugunfallalarm ausgelöst, so dass ein SAR-Hubschrauber der Luftwaffe die Unfallbesatzung bereits nach zehn Minuten aufnehmen und zum nächsten Krankenhaus fliegen konnte.
Die Phantom wurde beim Aufschlag zerstört. Die Besatzung blieb unverletzt.